# Conseil départemental de la Drôme
 (juin 2017).
Le conseil départemental de la Drôme est l'assemblée délibérante du département français de la Drôme, collectivité territoriale décentralisée dont le siège se trouve à Valence, préfecture du département.

## Président
La présidente du Conseil départemental de la Drôme est Marie-Pierre Mouton (LR) depuis le 29 mai 2017, réélue le 1er juillet 2021.

### Anciens présidents
| Période                            | Période                      | Identité                     | Étiquette                    | Étiquette                    |
| Président du conseil général       | Président du conseil général | Président du conseil général | Président du conseil général | Président du conseil général |
| ---------------------------------- | ---------------------------- | ---------------------------- | ---------------------------- | ---------------------------- |
| 1945                               | 1951                         | Marius Moutet                |                              | SFIO                         |
| 1951                               | 1956                         | Émile Chazalon               |                              | PRRRS                        |
| 1957                               | 1985                         | Maurice Pic                  |                              | SFIO puis PS                 |
| 1985                               | 1992                         | Rodolphe Pesce               |                              | PS                           |
| 1992                               | 2001                         | Jean Mouton                  |                              | UDF (CDS)                    |
| 2001                               | 2002                         | Charles Monge                |                              | DVD                          |
| 2002                               | 2004                         | Jean Mouton                  |                              | UMP                          |
| 2004                               | 2015                         | Didier Guillaume             |                              | PS                           |
| Président du conseil départemental |                              |                              |                              |                              |
| 2015                               | 2017                         | Patrick Labaune              |                              | UMP puis LR                  |
| 2017                               | En cours                     | Marie-Pierre Mouton          |                              | LR                           |

## Vice-présidents
- Franck Soulignac, 1er vice-président, chargé de l'attractivité, de l'économie, de l'emploi et de l'insertion, des politiques agricoles et alimentaires, du numérique et des fonds européens, canton de Valence-3
- Françoise Chazal, 2e vice-présidente chargée des solidarités humaines, de l'autonomie, de l'enfance, de la prévention, de la parentalité et de la santé, canton de Loriol-sur-Drôme.
- Jacques Ladegaillerie, 3e vice-président, chargé de la performance de l'action et de la gestion publique, de la relation usagers et de la participation citoyenne, canton de Loriol-sur-Drôme
- Nathalie Zammit, 4e vice-présidente chargée de l'aménagement, du développement territorial et des dynamiques durables, Canton de Vercors-Monts du Matin
- Éric Phelippeau, 5e vice-président, chargé de la transition écologique, de l'environnement et de la biodiversité, Canton de Montélimar-2
- Véronique Pugeat, 6e vice-présidente chargée de l'offre territoriale de proximité: de l'éducation, de l'enseignement supérieur, de la citoyenneté, de la jeunesse, de la culture et des sports, canton de Valence-4
- Jean-Michel Avias, 7e vice-président, chargé de la sécurité, des infrastructures et des mobilités actives, canton de Grignan

## Conseillers départementaux
Le Conseil départemental de la Drôme comprend 38 conseillers départementaux issus des 19 cantons de la Drôme.
| Président du Conseil départemental   |       |       |      |                              |
| Marie-Pierre Mouton (LR)             |       |       |      |                              |
| Parti                                | Sigle | Sigle | Élus | Groupes                      |
| Majorité (28 sièges)                 |       |       |      |                              |
| Divers droite                        |       | DVD   | 13   | La Drôme plus forte ensemble |
| Les Républicains                     |       | LR    | 11   | La Drôme plus forte ensemble |
| Union des démocrates et indépendants |       | UDI   | 3    | La Drôme plus forte ensemble |
| La République en marche              |       | LREM  | 1    | La Drôme plus forte ensemble |
| Indépendants (4 sièges)              |       |       |      |                              |
| La République en marche              |       | LREM  | 2    | Unis pour la Drôme           |
| Divers gauche                        |       | DVG   | 1    | Unis pour la Drôme           |
| Divers centre                        |       | DVC   | 1    | Unis pour la Drôme           |
| Opposition (6 sièges)                |       |       |      |                              |
| Parti socialiste                     |       | PS    | 4    | La Drôme en commun           |
| Divers gauche                        |       | DVG   | 2    | La Drôme en commun           |

## Budget
- 2015:  683,4 millions d'euros dont 122 M€ pour l'investissement.
- 2022: 747,1 millions d'euros dont 157 M€ pour l'investissement.

### Budget d'investissement
- 2005 : 30 millions d'euros
- 2006 : ? (en dizaines voire centaines de millions d'euros)
- 2007 : ? (en dizaines voire centaines de millions d'euros)
- 2022: 157 millions d'euros

| Domaine d'investissement | Investissement         |
| ------------------------ | ---------------------- |
| Solidarités              | 401,1 millions d'euros |
| Aménagement              | 126,9 millions d'euros |
| Développement            | 108,6 millions d'euros |
| Sécurité incendie        | 24,1 millions d'euros  |
| Moyens généraux          | 86,4 millions d'euros  |